# Marienkapellen (Góra Chełmska)

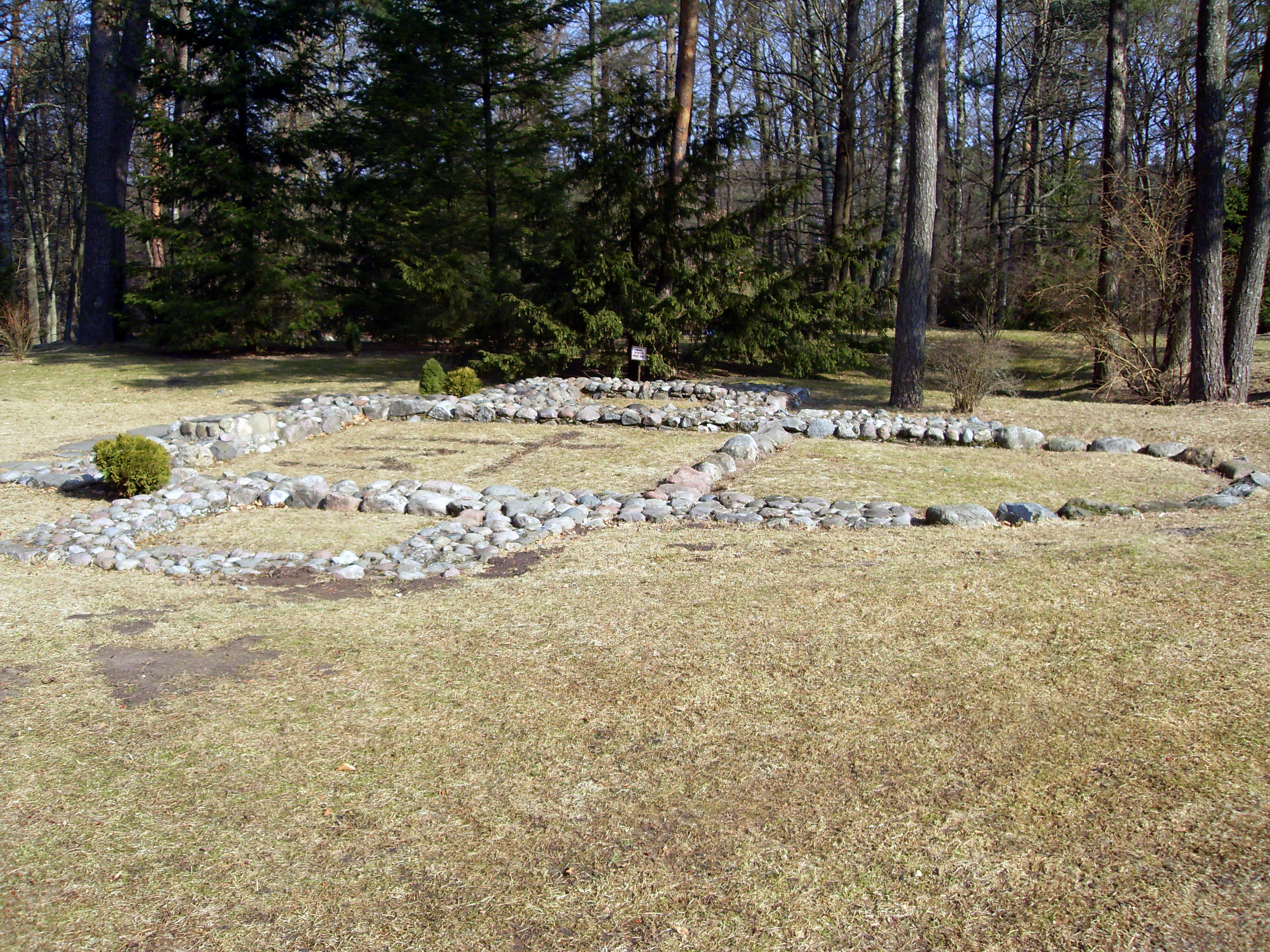
Góra Chełmska

Die Marienkapellen auf dem Góra Chełmska (Gollen) sowie dem Revekol und dem Heiligen Berg bei Polanów sind der heiligen Maria geweiht und entwickelten sich in ihrer Geschichte zu bedeutenden Wallfahrtsstätten.

## Geschichte
Die beiden Marienkapellen auf dem Gollen und dem Heiligen Berg bei Pollnow wurden wahrscheinlich nach den Missionsreisen (1124 und 1128) des Bamberger Bischofs Otto erbaut. Die erste schriftliche Erwähnung der Marienkapelle auf dem Gollenberg stammt aus dem Jahre 1263. Die erste Wallfahrt zum Gollen ist schriftlich für das Jahr 1352 verbürgt.
Johann Ernst Benno spricht davon, dass die Kapelle 1533 zerstört worden sei, und denkt dabei an einen Brand der Kapelle. Nach Norbert Buske: „[…] Den ersten Hinweis auf eine Kapelle auf dem Revekol entnehmen wir einer Notiz, nach der 1435 anlässlich einer Mordsühne eine Wallfahrt „to Cussalin, Polnov unde Revekol“ vereinbart wurde. […]“
An dem Turm der Kapelle auf dem Gollen wurde nachts eine brennende Laterne ausgehängt, die als Leuchtfeuer in zweiter Reihe, d. h. als Seezeichen, diente.
Nachdem sie  zerstört worden war, wurde ein Kruzifix aus der Kapelle über dem Tuchmachergestühl der Domkirche von Köslin aufgehängt. Im Rathaus von Köslin wurden gegen Ende des 18. Jahrhunderts zwei aus Kupfer gefertigte, vergoldete Monstranzen aufbewahrt, die auf dem Gollen gefunden worden waren und vermutlich ebenfalls zu der Kapelle gehört hatten.
Im Jahr 1991 errichtete der Säkularorden der Schönstätter Marienschwestern auf dem Góra Chełmska ein neues Marienheiligtum, das im Juni 1991 von Papst Johannes Paul II. geweiht wurde. Der Ort hat sich in Polen zu einem Wallfahrts- und Pilgerziel entwickelt, seit 2012 ist er um ein Besuchs- und Pilgerzentrum erweitert worden.

## Zeichnungen

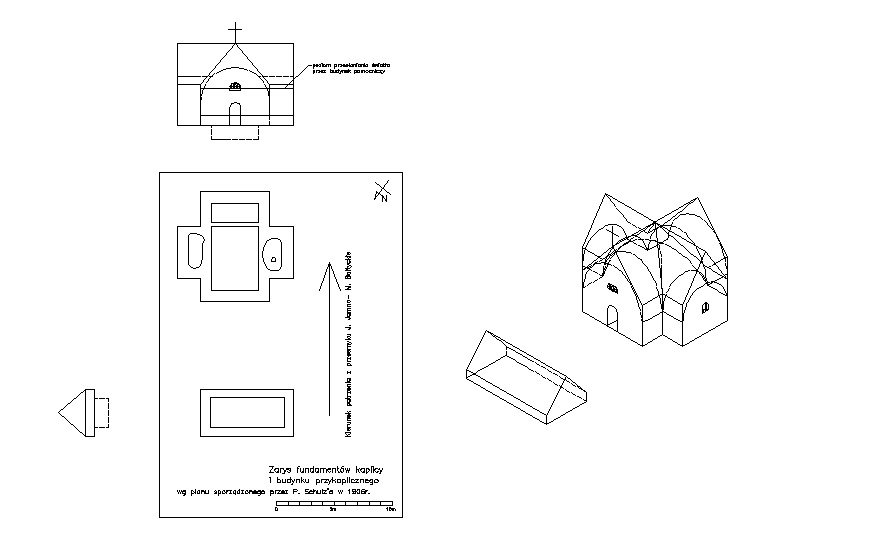
Marienkapelle auf dem Gollen, Zeichnung von Fundamenten der Kapelle nach Grabungen 1905/06 wie eine Unterlage mittelalterliches Bild.

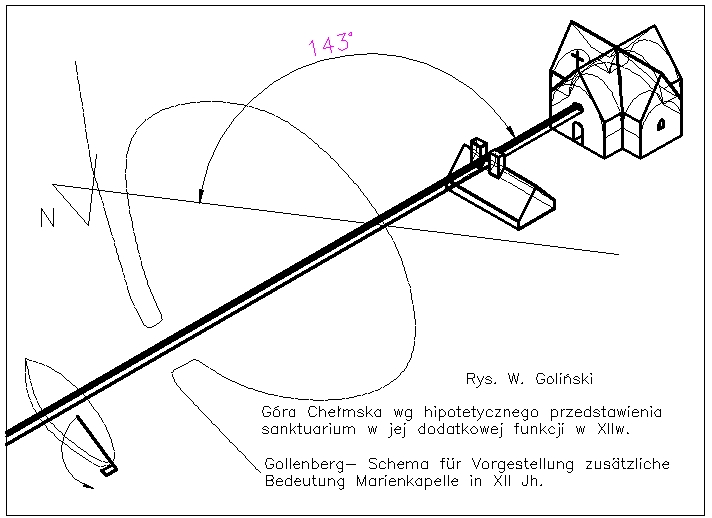
Resultat von Planarbeiten. Nach L. A. Veitmeyer

Zusammenstellung der Leuchtfeuer sowie wichtiger auf das Leuchtfeuerwesen bezüglicher Tatsachen von 1157:
Nr. 021

„Auf dem Gollenberg bei Cöslin (Pommern), Vor 1532, wahrscheinlich bald nach 1266, Auf dem Turm der 1532 abgebrochenen Kapelle, welche schon 1266 bestand, wurde eine Laterne mit großem poliertem „Becken“ (das war wahrscheinlich Presbyteriun der Kapelle-Aut.) aufgehängt, die „großen Widerschein“ gab, um die Einfahrt durch das Tief in den Jamunder See (gegen 6 Seemeilen von Cöslin) und von da nach der Stadt zu markieren.“